# Enrique Susini
Enrique Telémaco Susini (Gualeguay, Entre Ríos, Argentina, 31 de enero de 1891 - Buenos Aires, Argentina, 4 de julio de 1972) fue un médico argentino, artista pleno y un pionero de la radiodifusión mundial.
En 1920, Susini condujo en la Argentina el proyecto que llevó a la que algunas fuentes consideran como la primera transmisión de radiodifusión pública en el mundo, realizada el 27 de agosto de ese año, anterior incluso a la que se efectuó en noviembre en los Estados Unidos, en ocasión de la elección presidencial celebrada en ese país. Así, Radio Argentina se convirtió en la primera estación de radiodifusión con programación regular en el mundo. En honor a dicha epopeya, en Argentina en dicha fecha se celebra el Día de la Radiofonía Argentina.
Durante las décadas de 1920 y 1930, se convirtió en un exitoso empresario de las nacientes industrias de la radio y el cine.
Siguiendo su carrera en los medios, también fue fundador de los estudios de cine Lumiton, y fue el director general de la primera transmisión de televisión en Argentina realizada por Canal 7.
El arte, la ciencia y la innovación fueron las grandes pasiones de este hombre tan singular y multifacético. Además de médico brillante fue músico y compositor, el primer cineasta argentino premiado en un festival de cine, precursor, inventor, investigador científico, empresario, réggiseur y promotor cultural.
En 1925 conoció a Albert Einstein. El padre de la Teoría de la Relatividad no dudó en calificarlo como "una de las primeras inteligencias de la Argentina".
Su actividad cinematográfica dejó una profunda huella en el cine argentino, siendo director de cine, guionista y fundador de la productora Lumiton. También compuso la música para su película Embrujo de 1941.

## Su juventud
Enrique Telémaco Susini nació en Gualeguay, provincia de Entre Ríos, hijo del Dr. Telémaco Susini, profesor de anatomía patológica en la Universidad de Buenos Aires y el primer otorrinolaringólogo del país.
En 1906, su padre asumió la posición de cónsul argentino en Viena, capital del Imperio austrohúngaro.
Esto permitió al joven Susini, quien había recibido su diploma de escuela secundaria un año antes a la edad de 14 años,
asistir al conservatorio de Viena, donde recibió formación profesional en canto y violín. Luego de estudiar brevemente física y química en Berlín y París,
retornó a Buenos Aires en 1909 para iniciar sus estudios de medicina en la Facultad donde su padre había enseñado. En 1913, a la edad de 22 años, recibió su diploma de doctor en medicina, luego de escribir una galardonada tesis.
Luego de su graduación, trabajó brevemente como periodista, ayudando a fundar la Asociación de la Crítica en 1915. Un año más tarde, lo contrató la Armada Argentina, donde realizó investigaciones sobre la influencia de los estímulos eléctricos y acústicos en el cuerpo humano, e instaló un laboratorio para la investigación de vacunas veterinarias.

## Días de radio

### Pionero
En 1910, Guglielmo Marconi, ganador del Premio Nobel de Física de 1909, viajó a la Argentina para participar de los eventos por el Centenario de la Revolución de Mayo. Aprovechó su estadía para instalar una estación radiotelegráfica en la localidad de Bernal, desde donde se comunicó exitosamente con Canadá e Irlanda.
La publicidad generada por la visita de Marconi, ayudó a la creación de un grupo de jóvenes entusiastas de la radio, entre ellos Susini y sus amigos de la escuela de medicina.
En 1915, la comunidad de la radio se había convertido en un grupo lo bastante grande y notorio como para figurar en la nota de un diario mencionando que los aficionados "forman una especie de fraternidad, intercambiando noticias, hablando unos con otros a través de grandes distancias e incluso transmitiendo pequeños conciertos de piano y violín a través de sus conexiones."
Susini, junto con su sobrino Miguel Mugica y sus amigos César Guerrico y Luis Romero Carranza formaban parte de esta comunidad y pronto adquirieron el apodo de Locos de la Azotea debido a que su hobby involucraba maniobras casi acrobáticas para poder colocar las antenas de hilo largo que se utilizaban por aquellos días en las terrazas de altos edificios. Durante este tiempo, el grupo jugaba con la idea de utilizar la radio como medio de difusión cultural, algo a lo que Susini luego definiría como su pasión, compartida con el teatro y la música.
Al estallar la Primera Guerra Mundial en Europa, las comunicaciones por radio se convirtieron en una tecnología de gran importancia militar, y su desarrollo se aceleró considerablemente en los años siguientes, si bien la mayoría de estos desarrollos se mantuvieron en secreto y el flujo de información escrita y materiales desde Europa y Estados Unidos hacia Argentina, rápidamente cesó.
En esta situación, a Susini se le presentó una gran oportunidad como resultado de su experiencia militar: luego del final de la guerra hacia finales de 1918, fue enviado a Francia a estudiar los efectos de la guerra química en el sistema respiratorio y mientras realizaba sus investigaciones, pudo adquirir equipos de radio militares excedentes de la guerra, que luego llevó a Argentina.

### Primera transmisión
Luego de volver a Argentina en 1919, Susini comenzó a trabajar en la conversión de un viejo lugar de espectáculos cirquenses al Teatro Coliseo. Junto con sus amigos, comenzó a planear la realización de una transmisión de difusión general desde allí, algo que fue incentivado por los dos dueños italianos del teatro Faustino da Rossa y Walter Mocchi.
Durante 1920, mientras el grupo estaba trabajando en el proyecto, llegaron versiones según las cuales Marconi había realizado exitosamente la transmisión experimental de un concierto de la soprano Nellie Melba en Chelmsford, Inglaterra, el 15 de junio. Aunque esto pudo haber sido una desilusión por no haber sido su transmisión la primera del mundo, los preparativos continuaron a paso rápido.
El 27 de agosto, finalmente estaban listos. El teatro presentaría la ópera Parsifal de Richard Wagner. Susini y sus colaboradores habían instalado un transmisor de 5W en el techo utilizando válvulas marca METAL de origen francés traídas por Susini, con una antena conectada a la cúpula de un edificio cercano. Para tomar el sonido del teatro colocaron un micrófono con una bocina de gramófono en la sala de reflectores.
Aproximadamente a las 20.30, el mismo Susini tomó el micrófono e inauguró la radiodifusión argentina con las palabras:
Señoras y señores, la Sociedad Radio Argentina les presenta hoy el Festival Sacro de Ricardo Wagner, Parsifal, con la actuación del tenor Maestri...
La transmisión continuó por aproximadamente 3 horas y fue recibida tan lejos como Santos en Brasil, donde fue escuchado por el operador de radio de un barco. El número de oyentes estimado en medio centenar, fue muy limitado porque las radios de galena de la época eran escasas y difíciles de operar, requiriendo el tedioso ajuste de un pequeño cristal de plomo y la instalación de una antena de varios metros de largo. Sin embargo, el diario La Razón publicó una nota muy alentadora, e incluso el presidente Hipólito Yrigoyen felicitó a Susini y su grupo por sus logros.

### Radio Argentina
Durante los siguientes 19 días, el grupo continuó transmitiendo desde el teatro, principalmente operas italianas como Aída y Rigoletto de Verdi. Luego que la temporada del Teatro Coliseo terminara, comenzaron a realizar producciones propias, ahora conocidos oficialmente como "Radio Argentina". Radio Argentina continuará transmitiendo hasta su cierre por problema económicos el 31 de diciembre de 1997.
Al comienzo, era manejada por los cuatro amigos. El políglota Susini cantaba él mismo canciones en español, francés, alemán, italiano y ruso, asumiendo cada vez personajes con nombres diferentes para que sus oyentes no lo notaran.
Durante los siguientes años, la radiodifusión en Argentina vivió una rápida expansión. En 1921, el intendente de Buenos Aires, Juan Barnetche introdujo la emisión oficial de licencias de radiodifusión. El mismo año, se formó el Radio Club Argentino, transformándose en la primera asociación de su tipo en tierras americanas. En octubre de 1922, Radio Argentina transmite por primera vez en vivo la asunción presidencial de Marcelo Torcuato de Alvear. 
Dos meses después, llegaron los primeros competidores Corporación Argentina de Radio Sud América, Radio Brusa y Radio Cultura, todos creados dentro de un intervalo de tres días.
En 1924, la joven industria de la radio en Argentina, atravesó una breve crisis, durante la cual Radio Argentina fue asistida financieramente por una asociación de empresarios industriales denominada Asociación Argentina de Broadcasting.
Mientras la competidora Radio Sud América fue a la quiebra y fue absorbida por Radio Argentina, la propia Radio Argentina sobrevivió, aunque tuvo que tomar temporalmente el nombre de sus benefactores. La estación ahora transmitía eventos desde el famoso Teatro Colón y el Club de Tango Abdullah entre otros. Agregando a las variedades de su programación, se encuentra el primer programa de noticias regular de Argentina.
El año de 1925 vio la introducción de licencias obligatorias para todas las estaciones de radio, y desde entonces se la conoció como LOR Radio Argentina (cambiada a LR2 Radio Argentina en 1934, siendo la segunda del dial desde la izquierda). También comenzó la colaboración durante un periodo de aproximadamente un año, con el diario Crítica, continuando bajo la dirección de Susini y sus amigos, pero adoptando el nombre de "LOR Broadcasting de Crítica". Luego de este periodo volvió a su nombre original.

## Vía Radiar
Para entonces, Susini y sus socios comenzaron a focalizarse en un nuevo proyecto. Inmediatamente luego de readquirir la estación de Crítica, la vendieron a Radio Prieto, y utilizaron el dinero para crear la compañía radiotelegráfica Sociedad Anónima Radio Argentina constituida el 31 de agosto de 1927.
La compañía rápidamente entró en el mercado de las comunicaciones de onda corta entre Europa y Sudamérica, recibiendo la "concesión de un servicio internacional de radiotelegrafía permitiendo la comunicación directa entre España y Argentina" de parte del gobierno español.
Con sus estaciones de retransmisión en Paraguay, Nueva York y Madrid, 
la compañía, operando bajo el nombre "Vía Radiar", contaba con considerables recursos financieros. Moviéndose agresivamente contra sus competidores bajando sus precios, rápidamente logró el control de la mayoría del tráfico radiotelegráfico entre Argentina y Europa, en cercana cooperación con el servicio de telegrafía de España.
En 1930, la compañía fue vendida a ITT por la substancial suma de 200 millones de dólares. Susini y sus socios permanecieron en el directorio luego de la adquisición.

## Lumiton Film
Un año después, Susini, y sus tres amigos fundaron la compañía de cine Lumiton (contracción de las palabras luminosidad y tono), que se transformará en uno de los grandes jugadores de la siguiente década conocida como la Era de Oro del Cine Argentino.
Los Estudios Lumiton se encontraban en la localidad de Munro, al norte de la ciudad de Buenos Aires y formaban parte de una quinta llamada "La Algovia". El estudio propiamente dicho ocupaba una manzana completa con la entrada principal sobre la actual Av. Mitre y además poseía un terreno aledaño para filmaciones en exteriores que contaba con un fuerte de la conquista del desierto con su respectivo mangrullo.
Con equipo comprado durante un viaje a los Estados Unidos, los cuatro socios instalaron el estudio de cine más moderno en el país en su época, que incluía su propio laboratorio.
El estudio finalizó su primera película, Los tres berretines el 19 de mayo de 1933. Fue el segundo filme sonoro producido en Argentina, solo precedido por Tango de su competidor Argentina Sono Film, finalizado tan solo tres semanas antes el 27 de abril.
A pesar de haber sido atribuido colectivamente al "Equipo Lumiton", en realidad fue dirigida por el mismo Susini. 
En total, se realizaron 99 películas, con su característica marca del gong. Entre las más notables, está la participante del Festival de Cine de Venecia, La chismosa, protagonizada por Lola Membrives, que también fue dirigida por Susini. obteniendo el Primer Premio Internacional del Cine Argentino.
Lumiton continuó produciendo películas hasta 1957.

## Otras actividades
Incluso mientras dirigía varias compañías, Susini permaneció activo en el mundo cultural. Estuvo a cargo del Teatro Coliseo durante varias temporadas en los años 1920s, y sirvió como director técnico del Teatro Colón. Luego de poner en escena la ópera Oberon en 1938 en el Teatro Reale en Roma, y ante la gran aclamación de los críticos, fue llamado a trabajar como director de La Scala en Milán.
Tiempo después, también trabajó en el Teatro Argentino de La Plata. Durante su vida, Susini fue autor de más de 70 obras teatrales, recibiendo el Premio Nacional de Cultura en 1951 por su comedia En un viejo patio porteño. Incluso fue conocido como un excelente pianista.
También en 1951, Susini retornó a sus raíces como pionero de los medios masivos de comunicación, trabajando como director general durante la primera transmisión de televisión en Argentina que realizara Canal 7 el 17 de octubre.
Finalmente en 1962, Susini fundó la compañía cooperativa de teléfonos de Pinamar, TELPIN, abriendo camino a toda una serie de pequeñas compañías locales que seguirían sus pasos en Argentina. TELPIN aun existe como una compañía moderna de telecomunicaciones ofreciendo un amplio abanico de servicios de telefonía, Internet y, siguiendo con la genética de su fundador, televisión por IP (IPTV) poniéndola a la vanguardia en innovación tecnológica.

## Legado
A pesar de que se sabe definitivamente que no realizó la primera transmisión de radio del mundo, comúnmente se le atribuye a Susini especialmente en publicaciones argentinas, el haber establecido el primer servicio de radiodifusión regular del mundo.
Una evaluación de dicha afirmación no es en absoluto fácil, ya que muchos pioneros en diferentes lugares del mundo trabajaron independientemente con el mismo fin y al mismo tiempo. Y lo cierto es que todos merecen ser recordados por lo que han hecho, sin ser desmerecidos por las fronteras del mundo o sus nacionalidades.
Sin embargo, algo que es claramente cierto, es que Susini y su grupo de amigos establecieron la primera estación de radiodifusión en Sudamérica, por iniciativa propia, sobrellevando las amplias dificultades del proceso. 
A pesar de que Susini ha permanecido relativamente desconocido, incluso en su propio país, la significancia de su trabajo de pionero fue reconocida en 1970 a través del establecimiento del 27 de agosto, como Día de la Radiodifusión en Argentina, celebrado anualmente por las estaciones de radio del país.

## Filmografía

### Como director
- Embrujo (1941)
- La chismosa (1938) Premio al Mejor Director en el Festival de Venecia.
- Ayer y hoy (1934)
- Los tres berretines (1933)
- Finisce sempre cosí (1939) con Vittorio De Sica, Nedda Francy and Roberto Ray

### Como guionista
- Embrujo (1941)
- La chismosa (1938)

### Música
- Embrujo (1941)